# Siloadammen

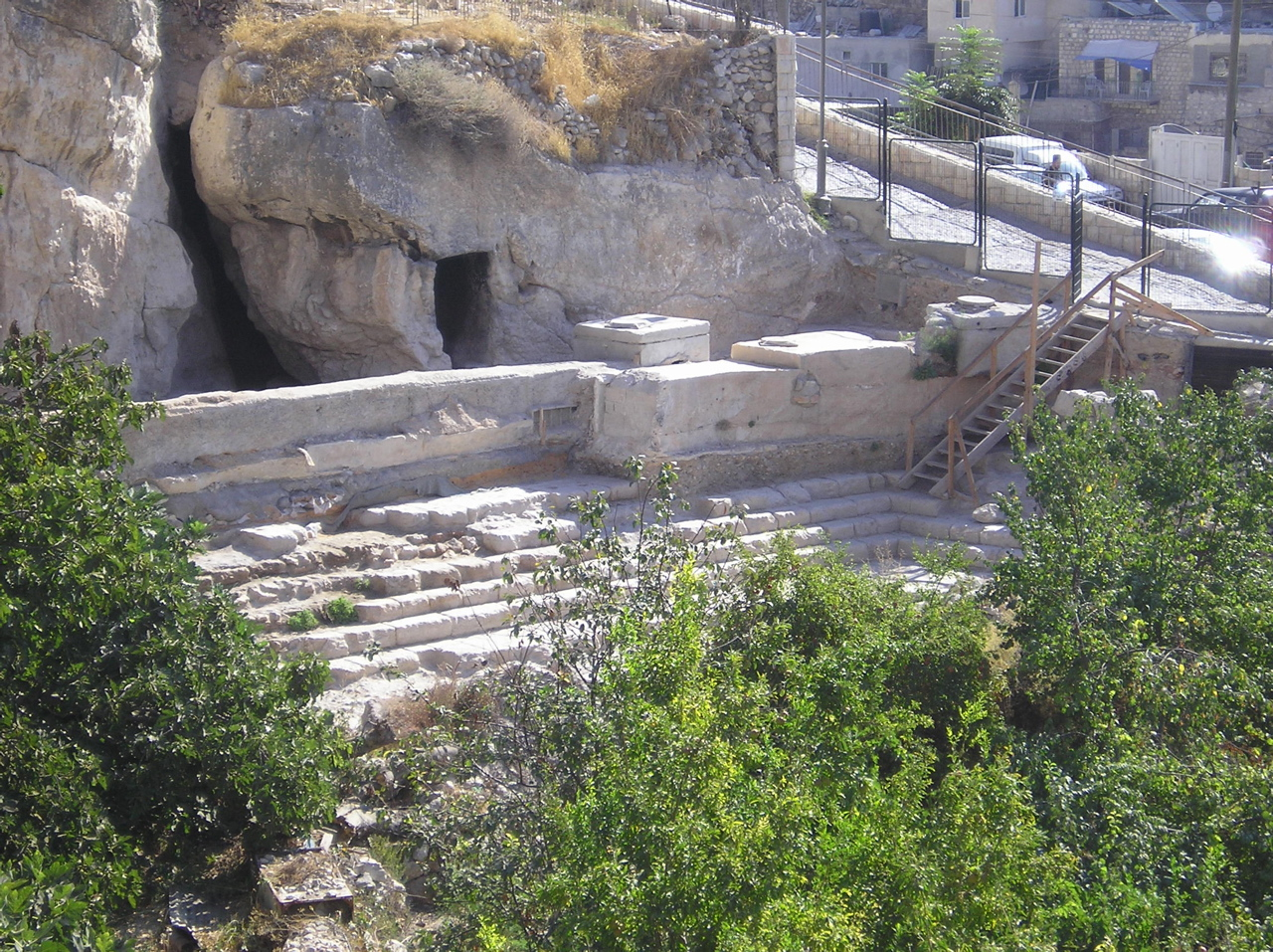
Siloadammen

Siloadammen är en damm i Jerusalem uthuggen i en klippa, som är belägen i södra mynningen av den mitt genom staden gående Tyropeondalen.
I dammen utmynnade den av kung Hiskia anlagda underjordiska tunneln, Siloakanalen, genom vilken vattnet från den utanför stadsmuren på Kidrondalens västra sida belägna Gihonkällan eller Mariakällan leddes in i Jerusalem, så att stadsborna skulle kunna uthärda en belägring.